# Шу Хан
Шу Хан (китайски традиционен: 蜀漢, опростен: 蜀汉, пинин: Shǔ Hàn) е едно от трите големи царства, което се бори за господство над Китай през периода на Трите царства (220 – 280). Държавата се намира в област, обхващаща днешните китайски провинции Съчуан и Чунцин. Основателят ѝ, Лю Бей, я нарича Хан, тъй като я счита за законен наследник на предходната династия Хан, докато Шу е добавяно от историците като географски префикс, за да се различава от другите китайски исторически държави със същото име.
Когато Цао Пи основава държава Цао Уей през 220 г. и се самопровъзгласява за неин император, Лю Бей оспорва възкачването му на престола и от своя страна също се обявява за император и наследник на разпадащата се династия Хан. Все пак, той управлява по-малко от три години. След него управлява Лю Шан, който се впуска в множество военни кампании срещу държавата Цао Уей. Те, обаче, значително отслабват държавата. През 263 г. армиите на уейските генерали Дън Ай и Джун Хуей нападат Шу Хан и завладяват столицата на страната, Чънду, без особена съпротива. През същата година Лю Шан се предава на уейските власти, с което слага край на Шу Хан.